# المتحف الإنثوغرافي (السليمانية)
المتحف الإنثوغرافي بالسليمانية هو متحف شُيّد هذا المتحف في السليمانية لامتلاك المحافظة لإرث حضاري زاخر. يضم المتحف الآلاف من القطع التراثية الفولكلورية الكوردية المختلفة، التي استخدمت في الماضي ولايزال بعضها يستخدم إلى يومنا هذا.